# 彭允彝
彭 允彝（ほう いんい）は清末民初の革命家・政治家。中国同盟会以来の革命派人士で、後に北京政府で教育総長に就いた。字は静仁。

## 事績
明徳師範学校を卒業し、日本に留学して警察関係の学校で学ぶ。その後、1911年（宣統3年・明治44年）に早稲田大学専門部政治経済科を卒業した。この前後において、中国同盟会に加入している。
辛亥革命勃発後に帰国して、宋教仁、殷汝驪らと統一共和党を結成して常務幹事となる。さらに国民党が結成されると、同党本部文事部主任となった。1913年（民国2年）に衆議院議員に当選する。しかし、宋が暗殺され、さらに国会が解散されたため、日本へ逃亡した。日本では欧事研究会の発起人に名を列ねている。袁世凱が皇帝即位を図ると帰国し、上海で雑誌『中華新報』を創刊して袁を批判する論陣を張った。
袁世凱死後に国会議員として復帰した。しかし、孫文（孫中山）が護法運動を開始すると、これに参加している。1922年（民国11年）11月、汪大燮臨時内閣で署理教育総長に任命される。翌年1月の王正廷臨時内閣で正式に教育総長となった。
教育総長にあった際の彭允彝は、政府の統制を教育機関に及ぼすため、北京大学学長蔡元培に圧力をかけ、これを辞職に追い込むなどした。そのため彭は、大学の教授・学生のみならず、世論からも激しい非難を被っている。続く張紹曽内閣を経て、高凌霨内閣途中の同年9月に、彭は辞任した。
国民政府時代には、1938年（民国27年）から1942年（民国31年）まで、3期にわたり国民参政会参政員に選出された。
1943年（民国32年）、病没。享年66。

## 注
1. ↑  早稲田大学校友会(1934)、634頁。